# Доменіко Леоне
Доменіко Леоне (італ. Domenico Leone) — візантійський державний діяч і воєначальник. 738 року був призначений військовим магістром Венеції.

## Біографія
Звався Домініцієм Левом Аброгатом (лат. Dominicus Leo Abrogatis). 738 року був призначений керувати Венецією після вбивства дожа Орсо Іпато, коли екзарх Равенни Євтіхій заборонив венеційцям обирати нового дожа, а натомість прислав до міста військового магістра Домініція з загоном солдатів. Ймовірно після наведення ладу та відновлення центрального уряду він повернувся до Італії, де на той час лангобарди на чолі із королем Лютпрандом 739 року захопили Равенну. За іншою версією Домініцій загинув при спробі захистити столицю екзархату. Новим військовим магістром став Фелікс Корнікула.